# Hypocometa praeëminens
Hypocometa praeëminens là một loài bướm đêm trong họ Geometridae.